# Marie Kuhlmann (bibliothécaire)
Pour les articles homonymes, voir Marie Kuhlmann (homonymie).
Marie Kuhlmann, née Schittler le 26 août 1897 à Munster et décédée le 14 avril 1975 à Strasbourg, est une bibliothécaire française. Elle a dirigé par intérim la Bibliothèque nationale et universitaire (BNU) de Strasbourg à plusieurs reprises, notamment au début de la Seconde Guerre mondiale en supervisant le transfert du personnel et des collections vers des points de repli dans le Massif central.

## Biographie

### Jeunesse et formation
Fille d’Hermann Schittler et de Marie Beck, Marie Salomé Schittler est née le 26 août 1897 à Munster dans l’actuel département du Haut-Rhin alors en Alsace-Lorraine allemande. Après des études secondaires à Colmar, elle réussit en 1921 le certificat d’aptitude aux fonctions de bibliothécaire et se retrouve première au classement.
Affectée à l’université de Lille entre 1921 et 1923, elle épouse à Colmar le 8 mars 1924 Eugène Charles Kuhlmann, ingénieur et professeur à l’École nationale technique de Strasbourg (ENTS). Portant désormais le nom de Marie Kuhlmann, elle rejoint l’université d'Aix-en-Provence en 1927 après trois années d’inactivité à la suite de son mariage. Munie d’une licence de lettres et d’un diplôme de langue russe, elle est responsable d’un fonds littéraire et juridique.
Elle obtient sa mutation pour la Bibliothèque nationale et universitaire (BNU) de Strasbourg, qu'elle intègre le 1er janvier 1928 et regagne ainsi sa région d’origine. Elle devient responsable du service des périodiques. Elle se voit ainsi confier la rédaction de l’Inventaire des périodiques des bibliothèques de Strasbourg à l’initiative de l’administrateur de la BNU Ernest Wickersheimer : la publication de ce document est décidée par le conseil d’administration de l’établissement du 22 novembre 1928. Au cours des années suivantes, Marie Kuhlmann réalise alors un vaste travail de prospection auprès de 134 institutions strasbourgeoises. Elle s’appuie par ailleurs sur une première étude menée en 1912 sous l’égide de Georg Wolfram, directeur de la Kaiserliche Universitäts- und Landesbibliothek zu Strassburg (à savoir la « Bibliothèque régionale et universitaire impériale de Strasbourg ») durant la période allemande. L’Inventaire est publié en 1937 et se trouve communément appelé « Le Kuhlmann » en hommage à la bibliothécaire qui l'a réalisé.

### Années de guerre

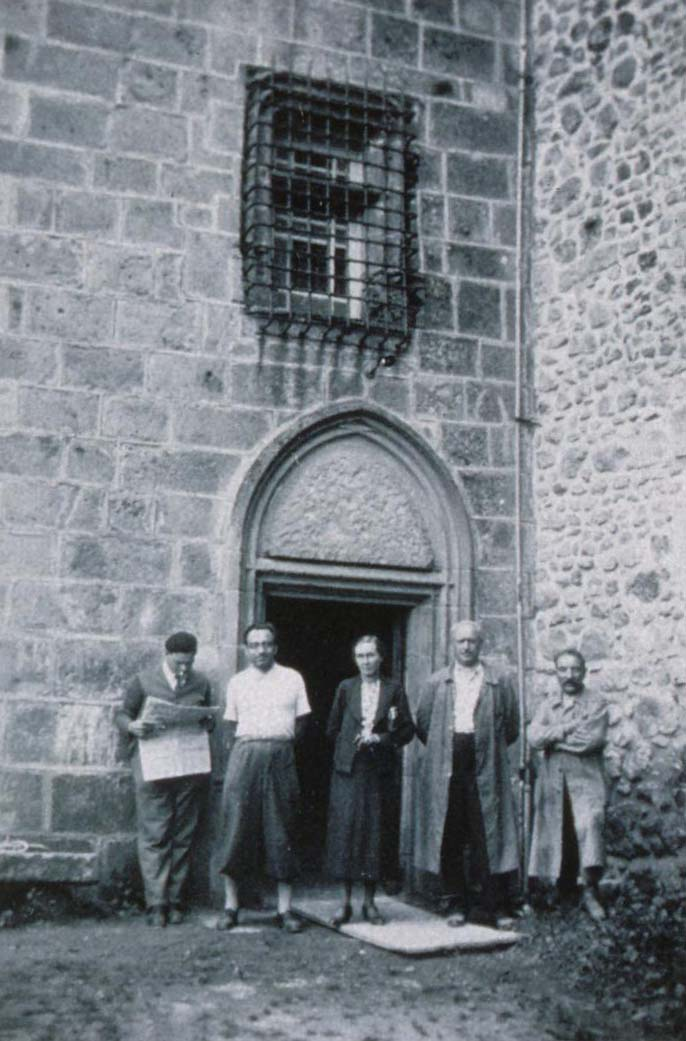
Marie Kuhlmann (au centre) et le personnel de la Bibliothèque nationale et universitaire à leur arrivée au château de Cordès en 1939.

La montée des tensions en Europe amène la BNU à réaliser un exercice de repli du personnel et des collections dès le 16 septembre 1938 au moment de la crise des Sudètes qui s’achève quelques jours plus tard lors des accords de Munich : sous les ordres de Marie Kuhlmann, les manuscrits, incunables, les monnaies et les médailles sont mis en caisse en vue d’être expédiés vers le centre de la France. Le conflit n’éclatant pas, l’opération d’emballage des documents est interrompue.
Le 25 août 1939, à quelques jours du déclenchement de la Seconde Guerre mondiale, les services de la BNU commencent leur repli vers le Massif central. Le même jour, Marie Kuhlmann est déléguée dans les fonctions d’administrateur de l’établissement alors qu’Ernest Wickersheimer est mobilisé dans l’armée française. Occupant cette fonction jusqu’au 17 juin 1940, elle est chargée d’organiser le transfert des collections et des archives administratives vers le Puy-de-Dôme pour les y mettre à l’abri : le siège du rectorat de l'académie de Clermont-Ferrand accueille ainsi les services de l’université de Strasbourg et de la BNU repliées. Les châteaux de Cordès (commune d'Orcival), des Quayres (Laps) et de Theix (Saint-Genès-Champanelle) ainsi que Châteaugay et Pont-du-Château deviennent des lieux de stockage des documents strasbourgeois.

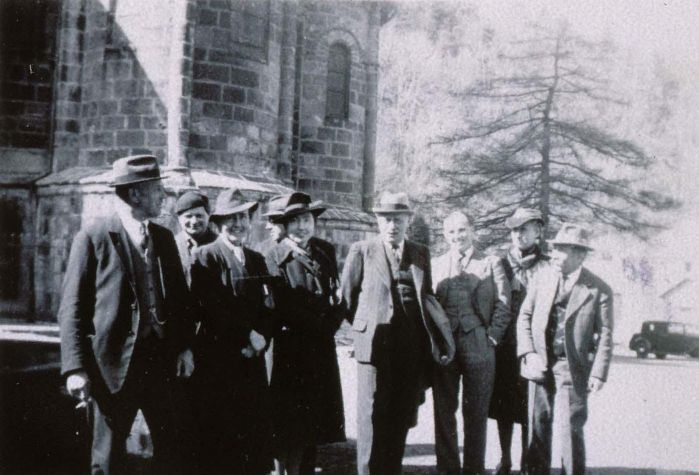
Marie Kuhlmann (à gauche) aux côtés d’Édith Bernardin et d'Ernest Wickersheimer lors des célébrations de Pâques à Orcival en 1940.

Après l’armistice de 1940, les forces d'occupation allemandes imposent au gouvernement français de céder les collections de la BNU évacuées dans le Puy-de-Dôme. Leur objectif est de doter la Universitäts- und Landesbibliothek (à savoir, « Bibliothèque régionale et universitaire ») et la Reichsuniversität Straßburg constituées en Alsace annexée par l'Allemagne nazie. Marie Kuhlmann reste sur place et ne participe pas à ce transfert imposé par l'occupant. À la suite de l’arrestation de ses collègues Serge Fischer, Théodore Lang puis Thérèse Kiener, elle est à son tour arrêtée à Clermont-Ferrand le 25 novembre 1943 lors d’une rafle contre les universitaires strasbourgeois menée par la Gestapo. Elle se trouve libérée huit semaines plus tard, le 18 janvier 1944. La guerre terminée en Europe, elle retourne à Strasbourg le 15 juin 1945, après avoir clôturé les locaux de la BNU dans le Puy-de-Dôme et supervisé l’emballage des livres qui n’avaient pas été saisis.

### Fin de carrière

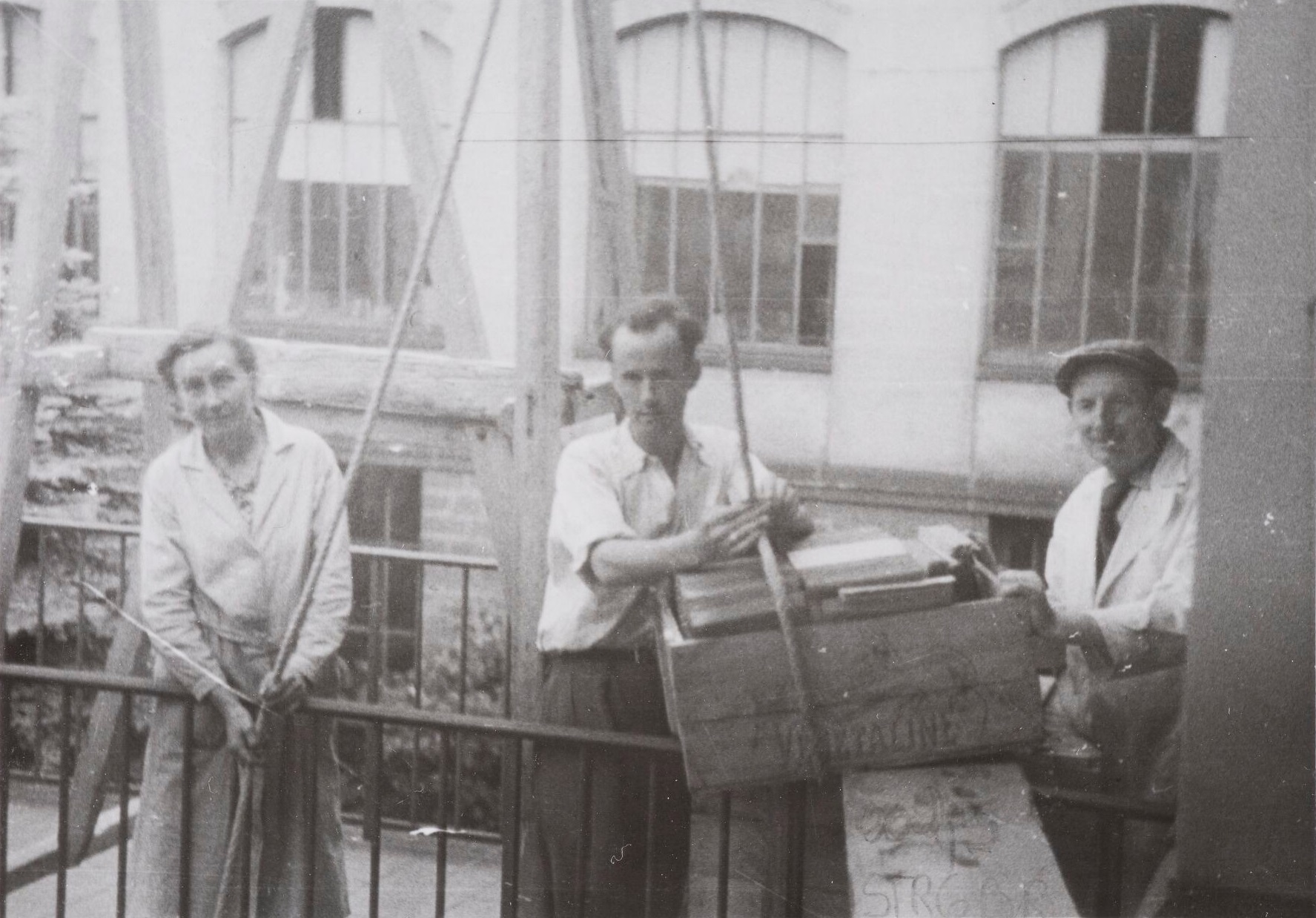
Marie Kuhlmann (à gauche) prépare le retour à Strasbourg en 1945.

Les services de la BNU réinvestissent leur bâtiment strasbourgeois endommagé par les bombardements alliés : la bibliothécaire est chargée de la gestion administrative de l’établissement et de la reconstitution des fonds perdus ou détruits durant la guerre. Elle devient adjointe de l’administrateur Georges Collon en décembre 1957.
À la suite du départ de ce dernier, Marie Kuhlmann est investie de tous les pouvoirs d’administrateur de l’établissement le 25 novembre 1958. Elle assure l’intérim jusqu’à la nomination de Norbert Schuller en avril 1959, date à laquelle elle reprend ses fonctions d’adjointe avant de prendre sa retraite en 1962. Devenue conservatrice honoraire de la bibliothèque, Marie Kuhlmann décède le 14 avril 1975 à Strasbourg.

## Décorations
- Officier de l'instruction publique (1946)[14]
- Chevalier de la Légion d'honneur (1949)[15]